# Флаг Софрина
Флаг Со́фрина — официальный символ городского поселения Софрино Пушкинского муниципального района Московской области Российской Федерации.
Флаг утверждён 20 апреля 2007 года и внесён в Государственный геральдический регистр Российской Федерации под номером 3407.
Флаг городского поселения Софрино составлен на основании герба по правилам и традициям вексиллологии и отражает исторические, культурные, социально-экономические, национальные и иные местные традиции.

## Описание
Флаг представляет прямоугольное зелёное полотнище с отношением ширины к длине 2:3, несущее посередине белую полосу в 1/7 полотнища. Полоса изображена продетой в многоцветную (жёлтую с белыми, красными и зелёными деталями) графскую корону, смещённую к верхнему краю полотнища, и несёт ниже короны изображение синей стрелы. По сторонам от полосы изображены два жёлтых серафима.

## Обоснование символики
История Софрино уходит своими корнями в глубокое прошлое. Первое письменное упоминание датируется 1572 годом в духовной грамоте Ивана Грозного. Эти земли связаны с именем преподобного Сергия Радонежского игумена Троице-Сергиевой лавры, молитвенника за всю землю Русскую. Именно поэтому Софрино было выбрано для строительства художественно-производственного предприятия Русской Православной Церкви. Когда в начале 1970-х годов Святейший патриарх Пимен обратился к властям с просьбой выделить землю для строительства завода в ближнем Подмосковье, единственным условием, которому должна была отвечать эта земля, было таким, чтобы она находилась между Москвой и Троице-Сергиевой лаврой. Сегодня в художественно-производственном предприятии «Софрино» работает около 3000 мастеров-умельцев. Их изделия прославили Софрино на весь мир. Здесь мастера не только создают свои шедевры, но и передают традиции мастерства следующему поколению, обучая разным ремёслам, музыке, профессиональным тайнам местных и приезжих детей.
Фигуры флага — два жёлтых (золотых) серафима — символ Божественной славы, бдительности и веры, часто изображаемые на церковной утвари и священнических облачениях символизируют уникальное современное производство, основанное на богатом наследии ремесленных традиций и мастерстве местных умельцев, чьи труды посвящены божественному служению. Два серафима показывают значимость предприятия не только для городского поселения и района, но и для области и всей страны. Зелёный цвет — символ молодости, здоровья, природы также является цветом патриарха Русской Православной Церкви.
Вертикальная полоса — геральдический столб — символ созидания и опора жизни с продетой в него короной аллегорически символизирует особую роль графского рода Ягужинских, владевших этими землями в XVIII — начале XIX веков и сделавших многое для развития и благоустройства Софринских земель.
Столб — прямая белая полоса указывает на развитую транспортную сеть: по территории городского поселения проходят Северная железная дорога и Ярославское шоссе.
Стрела — символ движения вперёд, целеустремлённости, духовной силы аллегорически символизирует расположенную на территории муниципального образования стратегическую воинскую часть противовоздушной обороны.
Голубой цвет символизирует небо, благородство, духовность, возвышенные устремления.
Жёлтый цвет (золото) символизирует великолепие, земное и небесное величие, богатство, стабильность, свет.
Белый цвет (серебро) символизирует чистоту, совершенство, мир, взаимопонимание.